# آتیلیو برناسکونی
آتیلیو برناسکونی (انگلیسی: Attilio Bernasconi; ۲۹ سپتامبر ۱۹۰۵ – ۱۷ آوریل ۱۹۷۱) بازیکن فوتبال اهل آرژانتین بود.
از باشگاه‌هایی که در آن بازی کرده‌است می‌توان به باشگاه فوتبال تورینو، باشگاه فوتبال رن، باشگاه فوتبال نیولز اولد بویز، و باشگاه فوتبال المپیک لیون اشاره کرد.